# NGC 365
NGC 365 је спирална галаксија у сазвежђу Вајар која се налази на NGC листи објеката дубоког неба.
Деклинација објекта је - 35° 7' 20" а ректасцензија 1h 4m 18,6s. Привидна величина (магнитуда) објекта NGC 365 износи 13,5 а фотографска магнитуда 14,3. NGC 365 је још познат и под ознакама ESO 352-1, MCG -6-3-17, IRAS 01019-3523, PGC 3822.